# Францішек Єльонек
Францішек Єльонек (пол. Franciszek Jelonek, Jellonek, 1864, Варшовиці — 1929) — польський архітектор, головний архітектор Дрогобича.

## Біографія
Народився в селі Варшовицях Сілезького воєводства. Закінчив школу реальну. Протягом 1884—1889 років навчався на факультеті наземного будівництва Львівської політехніки. Член Політехнічного товариства у Львові протягом 1895–1898 років і від 1903 року. Працював головним архітектором Дрогобича. Член журі конкурсу на проект дрогобицької ратуші (1913). Помер 1929 року.
Роботи
- Конкурсний проєкт будівлі Промислового музею у Львові (1890, співавтор Казімеж Пекарський).[6]
- Приміщення Державної гімназії в Дрогобичі (1896,[7], нині — на вулиці Франка, 24).
- Реставрація костелу святого Варфоломія у Дрогобичі. Проєкт створив Єльонек 1902 року під наглядом Грона консерваторів Східної Галичини. Реалізація відбувалась у 1906—1913 роках. Було повторно вимуровано частини фасаду, кам'яні обрамування вікон, реконструйовано масверки, карниз, викладено новий цоколь, зруйновано аттик над пресбітерієм. Очищено фрески пресбітерія і відреставровано головний вівтар. Можливо тоді ж поновлено Вервечкову каплицю.[8]
- Колишній Дім єврейських сиріт у Дрогобичі на вулиці Чмоли, 46 (1913—1924).[9]
- Проєкт капуцинського костелу у Дрогобичі на колишній вулиці Польній. Створений 1914 року, неоготичний, відрізнявся значним архаїзмом. Розібраний 1922 року на стадії будівництва, після чого спорудження розпочалося наново. Автор проєкту нині існуючого костелу невідомий.[10]
- Низка конкурсних проєктів, які здобули відзнаки.